# Schöllihorn
Schöllihorn är en bergstopp i Schweiz.   Den ligger i distriktet Leuk och kantonen Valais, i den södra delen av landet, 90 km söder om huvudstaden Bern. Toppen på Schöllihorn är 3 500 meter över havet, eller 140 meter över den omgivande terrängen. Bredden vid basen är 1,0 km.
Terrängen runt Schöllihorn är huvudsakligen mycket bergig. Närmaste större samhälle är Zermatt, 13,0 km söder om Schöllihorn. 
Trakten runt Schöllihorn består i huvudsak av gräsmarker. Runt Schöllihorn är det ganska glesbefolkat, med 27 invånare per kvadratkilometer.